# Замбро (тауншип, Миннесота)
Замбро (англ. Zumbro) — тауншип в округе Уабаша, Миннесота, США. На 2000 год его население составило 715 человек.

## География
По данным Бюро переписи населения США площадь тауншипа составляет 83,6 км², из которых 82,0 км² занимает суша, а 1,6 км² — вода (1,89 %).

## Демография
По данным переписи населения 2000 года здесь находились 715 человек, 283 домохозяйства и 217 семей.  Плотность населения —  8,7 чел./км².  На территории тауншипа расположено 322 постройки со средней плотностью 3,9 построек на один квадратный километр. Расовый состав населения: 97,48 % белых, 0,42 % афроамериканцев, 0,14 % коренных американцев, 0,70 % азиатов, 0,28 % — других рас США и 0,98 % приходится на две или более других рас. Испанцы или латиноамериканцы любой расы составляли 0,42 % от популяции тауншипа.
Из 283 домохозяйств в 29,7 % воспитывались дети до 18 лет, в 71,4 % проживали супружеские пары, в 4,6 % проживали незамужние женщины и в 23,0 % домохозяйств проживали несемейные люди. 19,8 % домохозяйств состояли из одного человека, притом 3,5 % из одиноких пожилых людей старше 65 лет. Средний размер домохозяйства — 2,53, а семьи — 2,86 человека.
24,6 % населения — младше 18 лет, 4,3 % — в возрасте от 18 до 24 лет, 31,3 % — от 25 до 44, 30,6 % — от 45 до 64, и 9,1 % — старше 65 лет. Средний возраст — 40 лет. На каждые 100 женщин приходилось 110,3 мужчин. На каждые 100 женщин старше 18 приходилось 112,2 мужчин.
Средний годовой доход домохозяйства составлял 51 477 долларов, а средний годовой доход семьи —  55 156 долларов. Средний доход мужчин —  39 688  долларов, в то время как у женщин — 28 977. Доход на душу населения составил 23 827 долларов. За чертой бедности находились 1,9 % семей и 2,8 % всего населения тауншипа, из которых 1,8 % младше 18 и 3,2 % старше 65 лет.